# Bâtiment de la Mission
Pour les articles homonymes, voir La Mission.
Le bâtiment, hôtel ou maison de la Mission, parfois simplement la Mission ou bien Maison communale, est un bâtiment situé à Fontainebleau, en France. Ancien établissement conventuel, aujourd'hui divisé entre la municipalité et la cure, il est adjacent à l'église Saint-Louis, dialoguant par une cour intérieure. Il est partiellement inscrit aux monuments historiques depuis 1949.

## Historique

### Fondation
En 1662, motivé par le nouveau curé Antoine Durand, Louis XIV rachète le terrain restant de l'hôtel de Martigues, qui a été le sujet d'un don en 1613 de son héritière Henriette de Lorraine, duchesse de Mercœur. L'année suivante sur cet emplacement, le roi fait construire un « hôtel de la Mission » pour y loger les desservants de la nouvelle paroisse Saint-Louis. Un vaste jardin est aussi emménagé à l'emplacement de l'actuelle place de la République. Louis XIV donne l'hôtel à la congrégation de la Mission, fondée par Vincent de Paul. En échange, la communauté des lazaristes est demandée à y faire entretenir dix prêtres à perpétuité : l'un curé et les autres chargés de le seconder dans l'administration des sacrements, les fonctions curiales et la prédication.

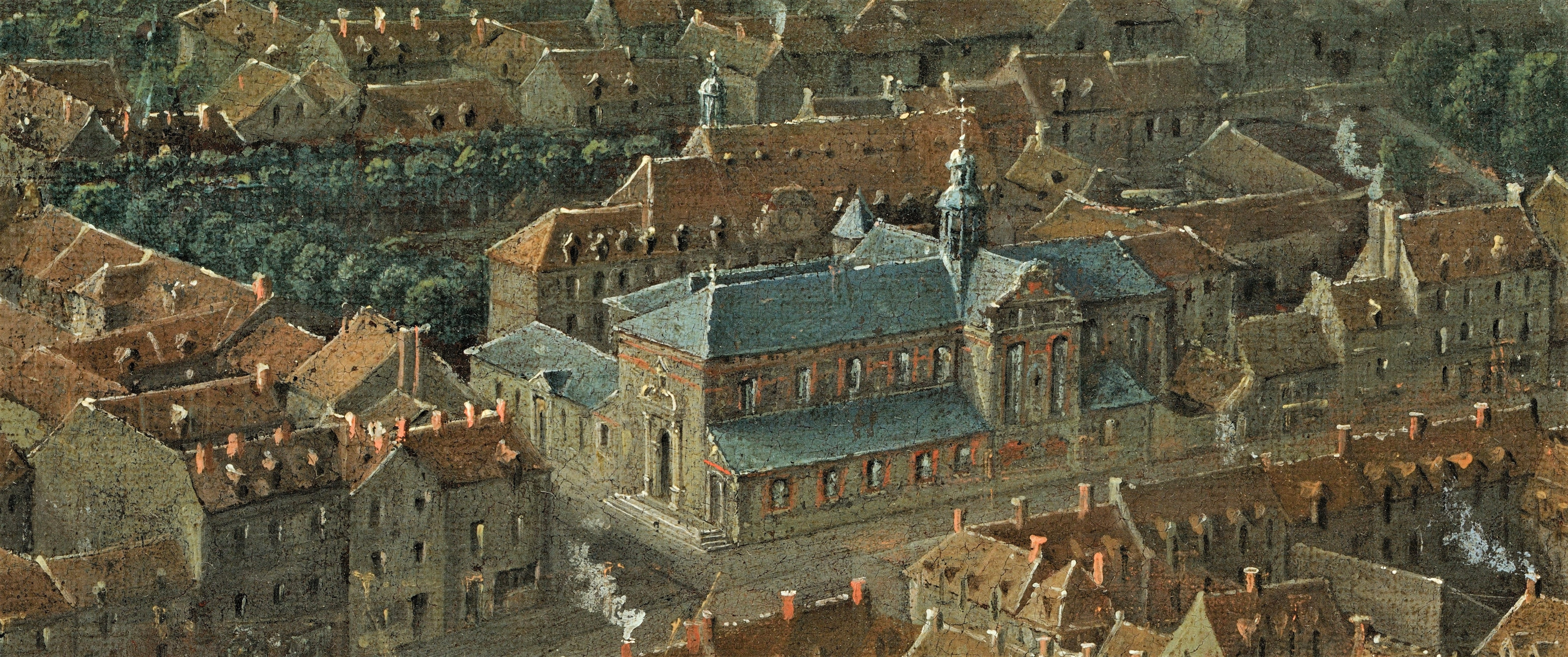
Détail du tableau Vue du Château de Fontainebleau (1723) par Pierre-Denis Martin.

Par ailleurs, les dimensions d'un tel édifice et le nombre de desservants élevé laissent planer le doute quant à sa fonction réelle sachant que le bourg qu'une population de seulement 700 feux : on pourrait ainsi supposer qu'il s'agirait plus d'un couvent que d'un presbytère. En effet, l'incompétence ou à l'absence de clergé dans certaines paroisses pauvres de la campagne poussait la Société des prêtres de la Mission » à y remédier par la prédication.

### Municipalisation révolutionnaire puis répartition

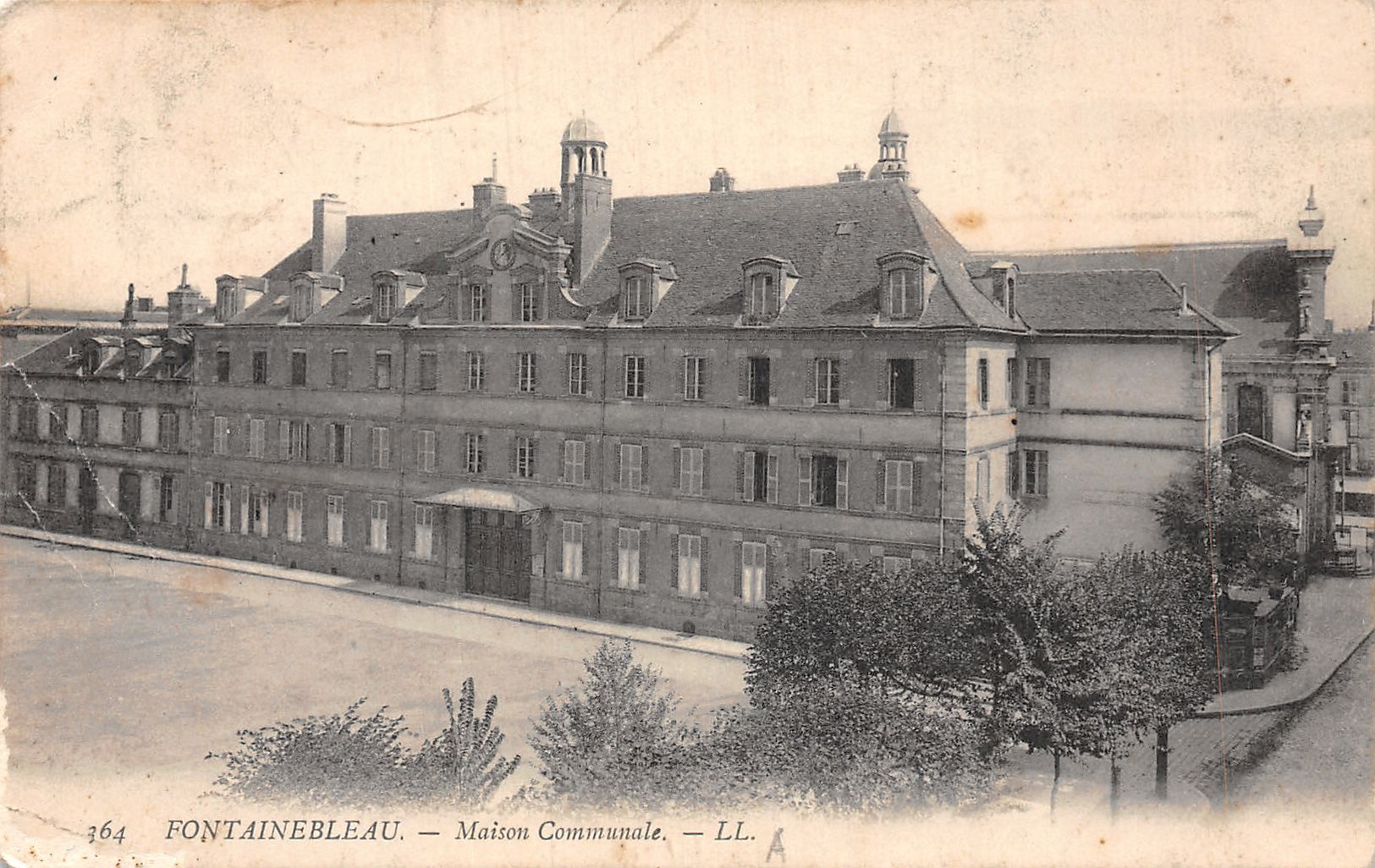
Bâtiment et place Centrale, au tournant du XXe siècle.

En 1793, l'État confisque les biens des congrégations religieuses à son profit. Le bâtiment est attribué à la municipalité, qui y installe des services publics, en outre une gendarmerie et un grenier d'abondance. Il accueille la mairie et le tribunal en 1800.
L'établissement subit une période de questionnement sur sa propriété entre la municipalité et l'église depuis le début de sa municipalisation. Après la Révolution, l'Église revendique le bâtiment. À la nomination du nouveau curé Thiébault, ce dernier menace de ne pas s'installer dans le presbytère occupé. En 1830, un arrêté préfectoral, toujours en vigueur, impose la séparation de l'édifice entre la municipalité et la cure. La restitution des locaux est néanmoins demandée par le curé Charpentier. Une correspondance volumineuse est échangée entre l'évêché, le ministère de l'intérieur, la préfecture et la mairie.

## Statut patrimonial et juridique
Les façades et les toitures du bâtiment font l'objet d'une inscription au titre des monuments historiques par arrêté du 14 septembre 1949, en tant que propriété de la commune.

## Services

### Office de tourisme
L'office de tourisme se situait sur la rue Royale, dans une ancienne station-relais d'essence de forme ovoïdale datant de 1930, dont le maître d'œuvre est Albert Bray, architecte du palais. Il est déplacé le 12 juillet 2017, dans l’ancienne salle des élections, au rez-de-chaussée du bâtiment de la Mission, avec un accès depuis la place de la République. Les nouveaux bureaux offrent un nouvel espace de 160 mètres carrés.